# Transformada de Fourier de curto termo
Em matemática, a transformada de Fourier de curto termo ou transformada de Fourier de tempo curto (STFT, do inglês short-term Fourier transform ou short-time Fourier transform) é uma transformada integral derivada da transformada de Fourier. Ao contrário da maioria das transformadas integrais, que se aplicam a funções estacionárias, isto é, funções cujo espectro de frequências é fixo, a STFT se aplica a funções cujo espectro varia com o tempo (não-estacionárias).
A técnica consiste em uma análise espectral dependente do tempo: o intervalo de suporte da função é particionado em intervalos menores, de forma que o espectro possa ser considerado constante no interior de cada um deles; uma variação da transformada de Fourier é então aplicada a cada intervalo. O primeiro a propor tal enfoque foi Dennis Gabor, em 1946. A chamada transformada de Gabor, ou transformada de Fourier de janela deslizante, é hoje considerada um caso especial da mais geral transformada de Fourier de curto termo.
A transformada de Fourier de curto termo mapeia uma função real unidimensional f(t) em uma função complexa F(Ω,τ) definida num espaço bidimensional; em aplicações físicas, em geral a grandeza correspondente às variáveis t e τ é o tempo, e a grandeza correspondente à variável Ω é a chamada frequência angular. Assim, a STFT é uma forma de representação tempo-frequência (TFR, ing. time-frequency representation) para uma dada função, ao contrário da transformada de Fourier, que é uma representação apenas em frequência. Outras formas de TFRs são a distribuição de Wigner, o espectrograma, a distribuição Altes Q e a forma unitária da distribuição P de Bertrand.
Como ocorre com outras transformadas, também para esta existe uma versão discreta, mais adequada ao processamento digital (ver abaixo).

## Definições

### Janela deslizante
A transformada de Fourier de janela deslizante de uma função real f(t) é dada pela expressão
{\displaystyle {\mathcal {G}}\{f(t)\}\;=\;F(\Omega ,\tau )\;=\;\int _{-\infty }^{\infty }f(t)\cdot g^{*}(t\;-\;\tau )\cdot e^{-i\Omega t}\;dt\qquad (1a)}

onde g(t) é uma função de quadrado integrável com suporte limitado a um intervalo de comprimento Δt, e * denota o conjugado complexo. A expressão (1a) também pode ser escrita da maneira seguinte:
{\displaystyle {\mathcal {G}}\{f(t)\}\;=\;F(\Omega ,\tau )\;=\;\langle {\frac {}{}}f(t),g(t\;-\;\tau )\cdot e^{i\Omega t}\rangle \qquad (1b)}
onde o operador <,> denota o chamado produto interno de duas funções.
As diversas funções g(t - τ)·eiΩt são as chamadas funções de Gabor para o problema. O conjunto de funções deriva de uma função básica g(t) que vai sendo deslocada ao longo do eixo t em passos de tamanho τ; esse conjunto constitui, quando g(t) é adequadamente escolhida, uma base ortogonal para a decomposição da função f(t).
A transformada de Fourier do produto h(t) = g(t)·eiΩt, com relação à variável t, é dada por
{\displaystyle {\mathcal {F}}\{g(t)\cdot e^{i\Omega t}\}\;=\;{\hat {H}}(\omega )\;=\;\int _{-\infty }^{\infty }g(t)\cdot e^{i\Omega t}\cdot e^{-i\omega t}\;dt\;=\;\int _{-\infty }^{\infty }g(t)\cdot e^{-i(\omega -\Omega )t}\;dt\;=\;{\hat {G}}(\omega \;-\;\Omega )\qquad (2a)}
onde {\displaystyle {\hat {G}}(\omega )} é a transformada de Fourier de g(t). A expressão (2a) mostra que, no domínio da frequência, o fator eiΩt equivale também a translações, desta vez do espectro de frequências de f(t) ao longo do eixo ω, em passos de tamanho Ω; no domínio do tempo, esse fator corresponde a um deslocamento de fase de f(t) por um ângulo θ = Ω·t.
Se a condição adicional
{\displaystyle {\mathcal {E}}_{g(t)}\;=\;\int _{-\infty }^{\infty }|g(t)|^{2}\;dt\;=\;1\qquad (2b)}

onde {\displaystyle {\mathcal {E}}_{g(t)}} é a energia da função g(t), for cumprida, então as funções de Gabor formam uma base ortonormal (e não apenas ortogonal) e a transformada inversa é dada pela equação
{\displaystyle f(t)\;=\;{\mathcal {G}}^{-1}\{F(\Omega ,\tau )\}\;=\;{\frac {1}{2\pi }}\int _{-\infty }^{\infty }\int _{-\infty }^{\infty }F(\Omega ,\tau )\cdot g(t\;-\;\tau )\cdot e^{i\Omega t}\;d\Omega \;d\tau \qquad (1c)}.

A equação (1a) tem a forma de uma integral de convolução. É sabido, em análise de sinais, que a operação de convolução causa um embaçamento (ing. blurring) no sinal. Neste caso, o que acontece pode ser descrito como uma interferência mútua entre os espectros do sinal analisado f(t) e a função g(t). As propriedades da transformada de Fourier permitem escrever as seguintes relações, para uma função qualquer h(t)
{\displaystyle \Delta t\;=\;{\frac {{\mathcal {M}}_{2}\{|h(t)|^{2}\}}{{\mathcal {M}}_{0}\{|h(t)|^{2}\}}}\qquad \Delta \omega \;=\;{\frac {{\mathcal {M}}_{2}\{|{\hat {H}}(\omega )|^{2}\}}{{\mathcal {M}}_{0}\{|{\hat {H}}(\omega )|^{2}\}}}\qquad \qquad {\mathcal {M}}_{n}\{h(x)\}\;=\;\int _{-\infty }^{\infty }x^{n}\cdot h(x)\;dx\qquad (2c)}

onde {\displaystyle {\mathcal {M}}_{n}\{h(x)\}} é o n-ésimo momento da função h(x) e Δt e Δω é o tamanho do intervalo de suporte nos domínios do tempo e da frequência, respectivamente.
A equação (2c) permite calcular o tamanho τ adequado da janela deslizante de forma a que os espectros de f(t) e g(t) sejam disjuntos, eliminando o embaçamento.

### Função básica
Outra relação importante, derivada das propriedades da transformada de Fourier, é a relação de incerteza
{\displaystyle \Delta t\cdot \Delta \omega \;\geq \;{\frac {1}{2}}\qquad (2d)}

que também limita a acuidade da representação de um sinal por sua transformada. Sabe-se que a igualdade na equação (2d) (e, portanto, o melhor desempenho) vale para uma função gaussiana. Assim, a primeira função básica proposta foi da forma
{\displaystyle g(t)\;=\;{\frac {1}{s{\sqrt {2\pi }}}}\;e^{-{\frac {t^{2}}{2s^{2}}}}\qquad (1d)}

Para essa função básica, temos
{\displaystyle {\hat {G}}(\omega )\;=\;e^{-{\frac {s^{2}\omega ^{2}}{2}}}\qquad \qquad \Delta t\;=\;{\frac {s}{\sqrt {2}}}\qquad \Delta \omega \;=\;{\frac {1}{s{\sqrt {2}}}}\qquad (2e)}.

### Versão discreta
Se as variáveis t, τ e Ω, em lugar de serem quantidades contínuas, assumirem apenas valores discretos, múltiplos inteiros das quantidades δt, δτ e δΩ, respectivamente, obtemos a transformada discreta de Fourier de curto termo (DSTFT). Neste caso, valem todas as equações acima, com a devida substituição de variáveis (de t para j·δt, de τ para k·δτ, de Ω para l·δΩ e de ω para m·δω, respectivamente). As funções de Gabor, no caso discreto, são frequentemente denotadas por gk,l(j), e suas transformadas de Fourier, por {\displaystyle {\hat {G}}_{k,l}(m)}. A escolha original de Gabor foi determinar que δτ·δΩ = 2π.
Quando os primeiros momentos de |g(t)|2 e de {\displaystyle |{\hat {G}}(\omega )|^{2}} são nulos, a função g(t) e seu espectro estão centralizados com relação à origem dos eixos t e ω, respectivamente. Os primeiros momentos das funções de Gabor serão então
{\displaystyle {\mathcal {M}}_{1}\{|g_{k,l}(j)|^{2}\}\;=\;k\cdot \delta \tau \qquad {\mathcal {M}}_{1}\{|G_{k,l}(m)|^{2}\}\;=\;l\cdot \delta \Omega \qquad (2f)}

### A STFT como um filtro
Uma equação de definição alternativa é obtida mediante a aplicação do teorema de Parseval a (1a)
{\displaystyle {\mathcal {G}}\{f(t)\}\;=\;\int _{-\infty }^{\infty }f(t)\cdot g^{*}(t\;-\;\tau )\cdot e^{-i\omega t}\;dt\;=\;\int _{-\infty }^{\infty }{\mathcal {F}}\{f(t)\}\cdot {\mathcal {F}}\{g(t\;-\;\tau )\cdot e^{-i\omega t}\}^{*}\;d\omega }

Aplicando agora as propriedades do escalamento e do deslocamento da transformada de Fourier
{\displaystyle {\mathcal {G}}\{f(t)\}\;=\;\int _{-\infty }^{\infty }{\hat {F}}(\omega )\cdot \left[{\frac {}{}}{\hat {G}}(\omega \;-\;\Omega )\cdot e^{-i(\omega -\Omega )\tau }\}\right]^{*}\;d\omega }
{\displaystyle {\mathcal {G}}\{f(t)\}\;=\;e^{-i\Omega \tau }\cdot \int _{-\infty }^{\infty }{\hat {F}}(\omega )\cdot {\hat {G}}^{*}(\omega \;-\;\Omega )\cdot e^{i\omega \tau }\;d\omega \qquad (1e)}
que permite a interpretação da transformada como a aplicação de um sinal f(t) a um filtro passa-faixa centrado na frequência Ω. Assim, a STFT pode ser pensada tanto como a representação do conteúdo espectral do sinal de entrada em cada instante, que é a interpretação de (1a), quanto como a representação das flutuações do espectro desse sinal em cada frequência, que é a interpretação de (1e).

## Propriedades
A propriedade mais notável da transformada de Fourier de curto termo é ser linear. Outra propriedade importante é o fato de sua interpretação matemática ser bastante intuitiva. Apesar de as funções envolvidas serem complexas, as variáveis são reais e possuem um significado físico direto.
A grande desvantagem da STFT é o fato de sua grade analítica ser regularmente espaçada, de acordo com a expressão (2f). Isso impede que se faça uma ampliação da escala em pontos selecionados, tais como singularidades, descontinuidades e bordas, de forma a obter-se maior riqueza de detalhes. A relação de incerteza impede que os intervalos sejam otimizados para obter-se precisão nos domínios do tempo e da frequência ao mesmo tempo; um compromisso sempre se faz necessário. Outra desvantagem é que o suporte da transformada é maior que o da função original.
Devido a essas limitações, a STFT encontra emprego apenas na análise de sinais cujo espectro varia lentamente com o tempo, os chamados sinais quase estacionários.

## Exemplos

### Cálculo de transformada direta
Como primeiro exemplo, calculemos a STFT da função impulso unitário, considerando a função básica original de Gabor, aplicando a equação (1a)
{\displaystyle {\mathcal {G}}\{\delta (t)\}\;=\;\int _{-\infty }^{\infty }\delta (t)\cdot \left[{\frac {1}{s{\sqrt {2\pi }}}}\;e^{-{\frac {(t-\tau )^{2}}{2s^{2}}}}\right]^{*}\cdot e^{-i\Omega t}\;dt\;=\;{\frac {1}{s{\sqrt {2\pi }}}}\cdot e^{-{\frac {\tau ^{2}}{2s^{2}}}}\;=\;g(\tau )}

Como segundo exemplo, calculemos a STFT de uma função exponencial complexa, ainda considerando a função básica original de Gabor. Neste caso, é melhor usar a equação (1e), porque a transformada de Fourier de f(t) será um degrau
{\displaystyle {\mathcal {G}}\{e^{ibt}\}\;=\;e^{-i\Omega \tau }\cdot \int _{-\infty }^{\infty }\left[2\pi \delta (\omega \;-\;b)\right]\cdot \left[{\frac {1}{s{\sqrt {2\pi }}}}\;e^{-{\frac {s^{2}(\omega \;-\;\Omega )^{2}}{2}}}\right]\cdot e^{i\omega \tau }\;d\omega \;=\;e^{-i\Omega \tau }\cdot {\frac {\sqrt {2\pi }}{s}}\cdot e^{-{\frac {s^{2}(b\;-\;\Omega )^{2}}{2}}}\cdot e^{ib\tau }}
{\displaystyle {\mathcal {G}}\{e^{ibt}\}\;=\;{\frac {\sqrt {2\pi }}{s}}\cdot e^{-{\frac {s^{2}(b\;-\;\Omega )^{2}}{2}}}\cdot e^{i(b-\Omega )\tau }}

## Aplicação

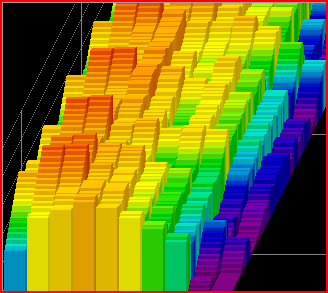
Uma Transformada de fourier de curto termo sendo usado para analisar um sinal de áudio através do tempo

A transformada de Fourier de curto termo, assim como a transformada padrão de Fourier e outras ferramentas são frequentemente usadas para analisar musicas. O espectrograma pode, por exemplo, mostrar frequência no eixo horizontal, com as frequências mais baixas a esquerdas e as mais altas a direita. A altura de cada barra(aumentada pela cor) representa a amplitude das frequências dentro dessa banda. A dimensão de profundidade representa o tempo, em que cada nova barra era uma transformação distinta separada. Os engenheiros de áudio usam esse tipo de visual para obter informações sobre uma amostra de áudio, por exemplo, para localizar as frequências de ruídos específicos (especialmente quando usados com maior resolução de frequência) ou para encontrar frequências que podem ser mais ou menos ressonantes no espaço em que o sinal foi gravado. Esta informação pode ser usada para equalização ou ajuste de outros efeitos de áudio.